# Глинка-Маврин, Борис Григорьевич
Борис Григорьевич Глинка, с 1865 года Глинка-Маврин (1810—1895) — генерал-адъютант, генерал от инфантерии, командующий войсками Казанского военного округа.

## Биография
Второй сын профессора Дерптского университета Григория Андреевича Глинки и Устиньи (Юстины) Карловны, урождённой Кюхельбекер.  Двоюродный племянник Сергея Николаевича и Фёдора Николаевича Глинок. Родной племянник декабриста В. К. Кюхельбекера. С юных лет знал Пушкина и других поэтов «золотого века».
Начальное образование получил в Благородном пансионе при Санкт-Петербургском университете (вып. 1826), военное образование — в Школе гвардейских подпрапорщиков и кавалерийских юнкеров и по окончании его 25 марта 1828 года был произведён в прапорщики лейб-гвардии Московского полка, с которым и принял участие в том же году в войне с Турцией.
Причисленный по окончании её к Гвардейскому генеральному штабу, Глинка участвовал в Польской кампании 1831 года. В 1835 году был назначен адъютантом к российскому послу в Париже генерал-адъютанту графу фон-дер-Палену. Исполняя здесь в то же время в течение девяти лет обязанности военного агента, Глинка обратил особое внимание на ружейное дело ввиду происходившей тогда смены системы кремнёвых ружей ударными.
По возвращении в Россию в 1844 году он был назначен членом комитета по улучшению штуцеров и ружей, который и возложил на Глинку выработку на Сестрорецком оружейном заводе образцов ударного ружья для российской армии. По исполнении этого поручения и Высочайшего утверждения в 1845 году образца пехотного ударного ружья Глинка был командирован на Ижевский оружейный завод для выделки там новых ружей и улучшения оружейного производства вообще.
Назначенный 3 апреля 1849 года флигель-адъютантом к Его Императорскому Величеству, Глинка был в том же году командирован в распоряжение главнокомандующего армией, действовавшей против венгров, и по возвращении произведён 7 августа (по другим данным — 26 августа) в генерал-майоры зачислен в свиту Его Императорского Величества и вслед за тем командирован в Бельгию для заказа штуцеров.
По возвращении Глинка исправлял должность начальника штаба всех войск, расположенных в Санкт-Петербурге и его окрепостях, и участвовал в трудах комиссии по улучшению военной части. 26 ноября 1849 года за беспорочную выслугу 25 лет в офицерских чинах был награждён орденом Святого Георгия 4-й степени (№ 8158 по списку Григоровича — Степанова). В следующем году получил орден Святого Станислава 1-й степени и в 1855 году — орден Святой Анны 1-й степени.
С учреждением в 1856 году инспекции стрелковых батальонов, Глинка, назначенный 26 августа (по другим данным — 26 апреля) того же года генерал-адъютантом, был сделан начальником штаба инспектора этих батальонов герцога Георгия Мекленбург-Стрелицкого и много содействовал ему в развитии и улучшении стрелкового дела, составив «Наставление для стрелкового образования пехоты и драгун». 30 августа 1857 года произведён в генерал-лейтенанты.
С 1862 по 1864 год заведовал резервными стрелковыми батальонами, а в 1867 году назначен командующим войсками Казанского военного округа. 20 апреля 1869 года произведён в генералы от инфантерии, а в 1872 года назначен членом Военного совета.
- В службу вступил (27.07.1827)[2]
- Прапорщик (25.03.1828)
- Подпоручик (29.01.1831)
- Поручик (17.07.1832)
- Штабс-капитан (04.08.1834)
- Капитан (03.04.1838)
- Полковник (09.11.1842)
- Флигель-адъютант (1849)
- Генерал-майор Свиты (26.08.1849)
- Генерал-адъютант (1856)
- Генерал-лейтенант (30.08.1857)
- Генерал от инфантерии (20.04.1869)

- Орден Святой Анны 3-й ст. с бантом (1831)[2]
- Знак ордена За военное достоинство 4-й ст. (1831)
- Орден Святого Владимира 4-й ст. с бантом (1832)
- Орден Святого Станислава 3-й ст. (1837)
- Орден Святой Анны 2-й ст. (1841)
- Орден Святого Владимира 3-й ст. (1846)
- Знак отличия за XV лет беспорочной службы (1847)
- Бриллиантовый перстень с вензелем Высочайшего имени (1847)
- Орден Святого Георгия 4-й ст. за 25 лет службы в офицерских чинах (1849)
- Орден Святого Станислава 1-й ст. (1850)
- Орден Святой Анны 1-й ст. (1855)
- Знак отличия за XXV лет беспорочной службы (1856)
- Орден Святого Владимира 2-й ст. (1859)
- Орден Белого Орла (1862)
- Орден Святого Александра Невского (1867)
- Знак отличия за XL лет беспорочной службы (1871)
- Бриллиантовые знаки к Ордену Святого Александра Невского (1872)
- Орден Святого Владимира 1-й ст. (1878)
- Бриллиантовый перстень с портретом Его Величества (1883)
- Орден Святого Андрея Первозванного (1886)

иностранные:
- Прусский Орден Святого Иоанна Иерусалимского (1842)
- Шведский Орден Меча 3 ст. с алмазами (1844)
- Австрийский Орден Железной короны 1 ст. (1849)
- Итальянский Орден Святых Маврикия и Лазаря 1 ст. (1878)

## Сочинения
Глинкой составлена и издана книга «Служебная деятельность в России Его Велико-Герцогского Высочества герцога Георгия Мекленбург-Стрелицкого» (СПб., 1877), в которой дан очерк развития вооружения российских войск и их строевого образования. Кроме того, им напечатаны биография отца «Григорий Андреевич Глинка, наставник великих князей Николая и Михаила Павловичей, очерк его деятельности и переписка» («Русская старина», 1876) и «Путешествие Великого Князя Михаила Павловича по России в 1817 году» («Русский архив», 1877).

## Семья

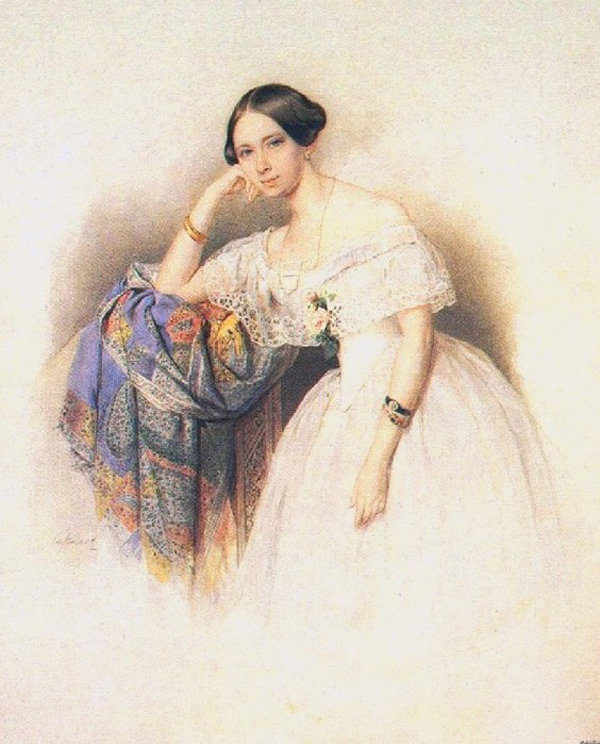
Жена, Александра Семёновна на акварели П. Ф. Соколова

Жена — Александра Семёновна Маврина (1825—12.06.1885), старшая дочь и наследница сенатора С. Ф. Маврина. Ввиду отсутствия у последнего наследников мужского пола Борису Глинке с 1865 года было дозволено носить двойную фамилию Глинка-Маврин. Умерла от болезни груди, похоронена в Иоанно-Богословском Череменецком монастыре. Дети:
- Владимир (1846—1893), статский советник, почетный мировой судья Лужского уезда, в 1881—1893 годах уездный предводитель дворянства.
- Мария (1851 — после 1925), фрейлина, позднее жена графа Андрея Борисовича Ефимовского (1855-после 1925), камергера; после революции супруги уехали в Сербию, где их следы теряются.
- Николай (22.03.1852 — 1893), родился в Франкфурте-на-Майне, крестник Александра II и великой княгини Елены Павловны, полковник, член «Союза Михаила Архангела»[5].
- Вера (1857 — после 1920), фрейлина, не замужем.